# Diatrype
Diatrype is een geslacht van schimmels behorend tot de familie Diatrypaceae. De typesoort is Diatrype disciformis.

## Soorten
Volgens Index Fungorum telt het geslacht 109 soorten (peildatum maart 2023):
| Soortnaam                                    | Auteur(s)                           | Publicatiejaar |
| -------------------------------------------- | ----------------------------------- | -------------- |
| Diatrype aceris-rubri                        | Lar.N. Vassiljeva & S.L. Stephenson | 2014           |
| Diatrype aemula                              | (Penz. & Sacc.) Rappaz              | 1987           |
| Diatrype albiziae                            | Rehm                                | 1914           |
| Diatrype albocarnis                          | Dargan & Bhatia                     | 1989           |
| Diatrype americana                           | Ellis & Berl.                       | 1902           |
| Diatrype amorphae                            | Savul. & Sandu                      | 1935           |
| Diatrype annulata                            | Theiss.                             | 1910           |
| Diatrype artemisiae                          | Tilak                               | 1966           |
| Diatrype arundinariae                        | (Berl.) Rappaz                      | 1987           |
| Diatrype atlantica                           | Lar.N. Vassiljeva                   | 2004           |
| Diatrype auristroma                          | Doidge                              | 1941           |
| Diatrype baccharidis                         | Earle                               | 1905           |
| Diatrype berberidis                          | Cooke                               | 1885           |
| Diatrype bermudensis                         | Rappaz                              | 1987           |
| Diatrype betulae                             | H.Y. Zhu & X.L. Fan                 | 2021           |
| Diatrype bonae-spei                          | Berl.                               | 1902           |
| Diatrype brunneospora                        | Trouillas, Sosnowski & Gubler       | 2010           |
| Diatrype bullata (Wilgenschorsschijfje)      | (Hoffm.) Fr.                        | 1849           |
| Diatrype buteae                              | M.S. Patil & S.D. Patil             | 1985           |
| Diatrype canariensis                         | Urries                              | 1956           |
| Diatrype carissae                            | Tend.                               | 1971           |
| Diatrype caryae                              | Lar.N. Vassiljeva & S.L. Stephenson | 2009           |
| Diatrype castaneicola                        | N. Jiang & X.L. Fan                 | 2021           |
| Diatrype caulina                             | Syd.                                | 1939           |
| Diatrype celastri                            | Dearn. & Bisby                      | 1929           |
| Diatrype cerasina                            | Rehm                                | 1913           |
| Diatrype chilensis                           | Henn.                               | 1900           |
| Diatrype clerodendri                         | Rehm                                | 1914           |
| Diatrype conferta                            | Petch                               | 1926           |
| Diatrype costesii                            | (Speg.) Petr. & Syd.                | 1934           |
| Diatrype dalbergiae                          | Crous                               | 2021           |
| Diatrype decorticata                         | (Pers.) Rappaz                      | 1987           |
| Diatrype delhiana                            | Mukerji & S. Kapoor                 | 1970           |
| Diatrype diffidens                           | Kauffman                            | 1930           |
| Diatrype disciformis (Hoekig schorsschijfje) | (Hoffm.) Fr.                        | 1849           |
| Diatrype dothideoides                        | Rehm                                | 1901           |
| Diatrype elliptica                           | Cooke & Massee                      | 1890           |
| Diatrype euterpes                            | (Henn.) Rappaz                      | 1987           |
| Diatrype falcata                             | (Syd. & P. Syd.) Sacc.              | 1913           |
| Diatrype fici                                | Tilak & Jadhav                      | 1972           |
| Diatrype fletcheri                           | Rehm                                | 1907           |
| Diatrype gigantospora                        | Carmarán & Lar.N. Vassiljeva        | 2009           |
| Diatrype gigaspora                           | Carmarán & Lar.N. Vassiljeva        | 2009           |
| Diatrype glomeraria                          | Berk.                               | 1855           |
| Diatrype grewiae                             | S.B. Kale & S.V.S. Kale             | 1970           |
| Diatrype helictericola                       | Tend.                               | 1971           |
| Diatrype himalayensis                        | Dargan & Bhatia                     | 1989           |
| Diatrype iguazensii                          | Carmarán & Lar.N. Vassiljeva        | 2009           |
| Diatrype ilicina                             | Lar.N. Vassiljeva & S.L. Stephenson | 2009           |
| Diatrype implicata                           | (Lév.) Rappaz                       | 1987           |
| Diatrype indica                              | Dargan & Bhatia                     | 1989           |
| Diatrype japonica                            | Sacc.                               | 1913           |
| Diatrype kamatii                             | Tilak                               | 1964           |
| Diatrype koelreuteriae                       | Savul. & Sandu                      | 1935           |
| Diatrype lancangensis                        | S.H. Long & Q.R. Li                 | 2021           |
| Diatrype leonotidis                          | Doidge                              | 1941           |
| Diatrype leucostroma                         | (Durieu & Mont.) Rappaz             | 1987           |
| Diatrype leucoxantha                         | Rehm                                | 1906           |
| Diatrype lijiangensis                        | Thiyagaraja & Wanasinghe            | 2019           |
| Diatrype loranthi                            | Tend.                               | 1971           |
| Diatrype mangiferae                          | R. Rao                              | 1966           |
| Diatrype mangrovei                           | Dayar. & K.D. Hyde                  | 2020           |
| Diatrype megale                              | Rehm                                | 1913           |
| Diatrype microstega                          | Ellis & Everh.                      | 1892           |
| Diatrype microstroma                         | Syd., P. Syd. & Hara                | 1912           |
| Diatrype mindanaensis                        | Henn.                               | 1908           |
| Diatrype minoensis                           | Sacc.                               | 1913           |
| Diatrype montana                             | Lar.N. Vassiljeva                   | 2004           |
| Diatrype nainitalensis                       | Dargan & Bhatia                     | 1989           |
| Diatrype nigerrima                           | Ellis & Everh.                      | 1904           |
| Diatrype palmarum                            | Rick                                | 1933           |
| Diatrype palmicola                           | Jian K. Liu & K.D. Hyde             | 2015           |
| Diatrype panacis                             | M.S. Patil & S.D. Patil             | 1985           |
| Diatrype patagonica                          | (Speg.) Rappaz                      | 1987           |
| Diatrype patella                             | Rehm                                | 1913           |
| Diatrype paurospora                          | Sacc.                               | 1920           |
| Diatrype pavettae                            | M.S. Patil & S.D. Patil             | 1985           |
| Diatrype petrakii                            | Rappaz                              | 1987           |
| Diatrype phaselina                           | (Mont.) Rappaz                      | 1987           |
| Diatrype phaselinoides                       | Rappaz                              | 1987           |
| Diatrype philippinensis                      | (Rehm) Rappaz                       | 1987           |
| Diatrype polycocca                           | Fuckel                              | 1870           |
| Diatrype polygonia                           | Rehm                                | 1914           |
| Diatrype praeandina                          | (Speg.) Rappaz                      | 1987           |
| Diatrype quercicola                          | H.Y. Zhu & X.L. Fan                 | 2021           |
| Diatrype rappazii                            | (Chleb.) Lar.N. Vassiljeva          | 2004           |
| Diatrype ribis                               | Barthelet                           | 1938           |
| Diatrype simlensis                           | Dargan & Bhatia                     | 1989           |
| Diatrype spilomea                            | Syd.                                | 1934           |
| Diatrype standleyi                           | Fairm.                              | 1918           |
| Diatrype staphyleae                          | (Dearn. & House) Dearn. & House     | 1940           |
| Diatrype stigma (Korstvormig schorsschijfje) | (Hoffm.) Fr.                        | 1849           |
| Diatrype stigmaoides                         | Kauffman                            | 1930           |
| Diatrype subaffixa                           | (Schwein.) Cooke                    | 1883           |
| Diatrype sublinearis                         | Rehm                                | 1911           |
| Diatrype subundulata                         | Lar.N. Vassiljeva & Hai X. Ma       | 2014           |
| Diatrype syzygii                             | Narendra & V.G. Rao                 | 1974           |
| Diatrype tectonae                            | M.S. Patil & S.D. Patil             | 1985           |
| Diatrype theae                               | Hara                                | 1919           |
| Diatrype tumidella                           | Peck                                | 1913           |
| Diatrype urticaria                           | (Mont.) Rappaz                      | 1987           |
| Diatrype utahensis                           | Rehm                                | 1907           |
| Diatrype valdiviensis                        | Speg.                               | 1910           |
| Diatrype virescens                           | (Schwein.) Cooke                    | 1884           |
| Diatrype viticis                             | Tend.                               | 1971           |
| Diatrype weinmanniae                         | Rehm                                | 1901           |
| Diatrype whitmanensis                        | J.D. Rogers & Glawe                 | 1983           |
| Diatrype wrightii                            | Carmarán & Lar.N. Vassiljeva        | 2009           |
| Diatrype xumenensis                          | Doidge                              | 1941           |